# Chelidonium cyaneipes
Chelidonium cyaneipes là một loài bọ cánh cứng trong họ Cerambycidae.